# Cột Đức Mẹ Sầu Bi ở Police nad Metují

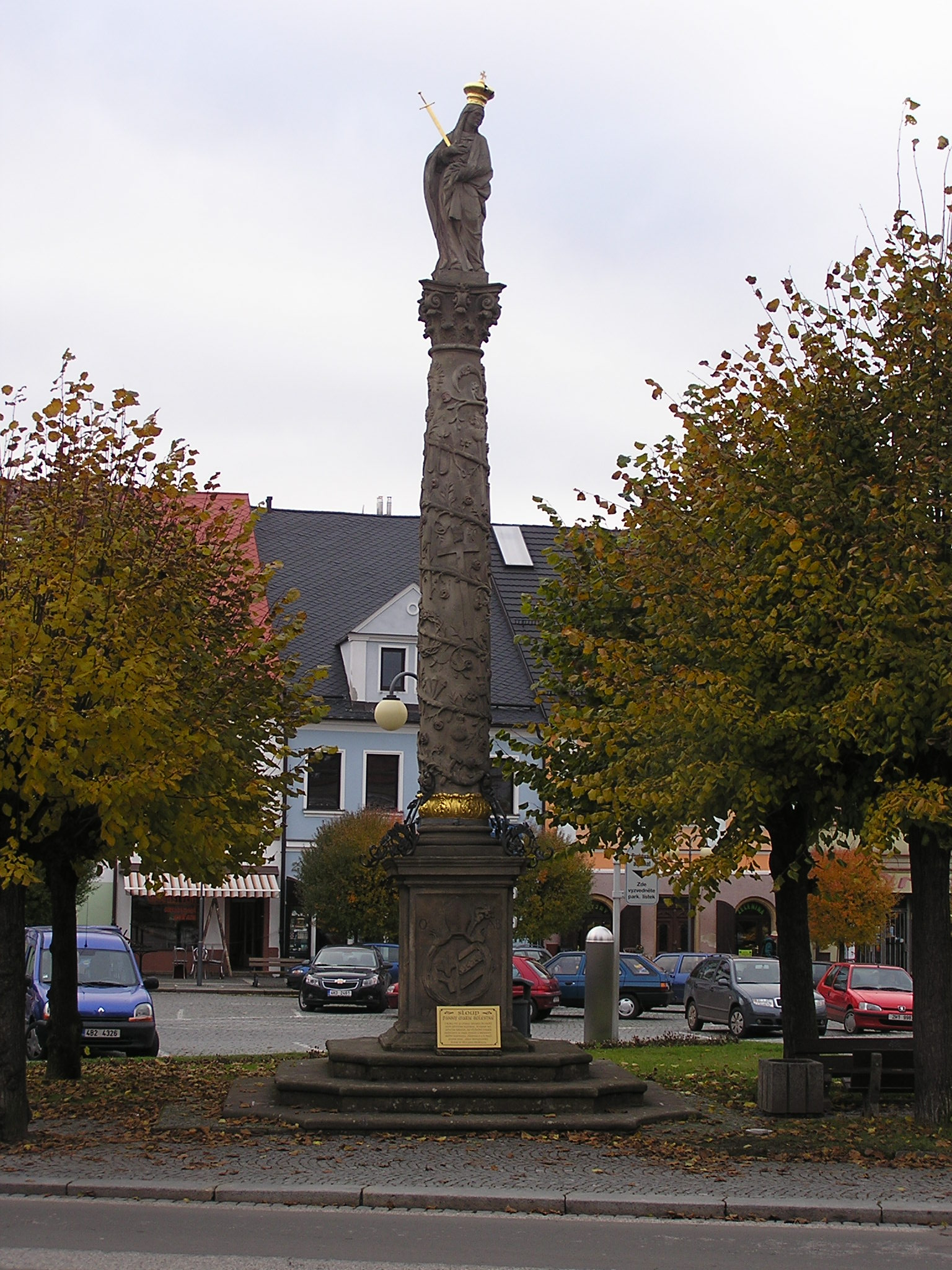
Cột Đức Mẹ Sầu Bi ở Police nad Metují (2009)

Cột Đức Mẹ Sầu Bi ở Police nad Metují (tiếng Séc: Sloup se sochou Panny Marie Bolestné v Polici nad Metují) là một trong những tượng đài tôn giáo nổi tiếng về Đức Mẹ, tọa lạc ở quảng trường Masaryk tại thị trấn Police nad Metují, huyện Náchod, vùng Královéhradecký, Cộng hòa Séc. Tượng đài này có tên trong danh sách các di tích văn hóa của Cộng hòa Séc.

## Lịch sử
Cột Đức Mẹ Sầu Bi ở Police nad Metují được xây dựng theo phong cách Baroque vào năm 1707. Công trình này được Đức Cha Otmar Zinke thánh hiến trang trọng vào ngày 9 tháng 9 năm 1708. Trong các thế kỷ tiếp theo, cột Đức Mẹ được trùng tu liên tục vào các năm 1867, 1924, 1938, và 1977. Năm 1977, nhà điêu khắc František Bartoš đảm nhận việc trùng tu công trình này.

## Mô tả
Trên phần bệ là một cột hình trụ tròn được chạm khắc hình cây hoa hồng đan xen với các biểu tượng về sự thương khó của Chúa Giêu-su Kitô (chẳng hạn như chiếc mũ gai, hay cây roi đánh đòn). Trên đỉnh cột là một bức tượng phác họa hình ảnh Đức Mẹ Sầu Bi. Đức Mẹ đang đội một chiếc vương miện vàng và trái tim Ngài bị một thanh kiếm vàng đâm thâu.

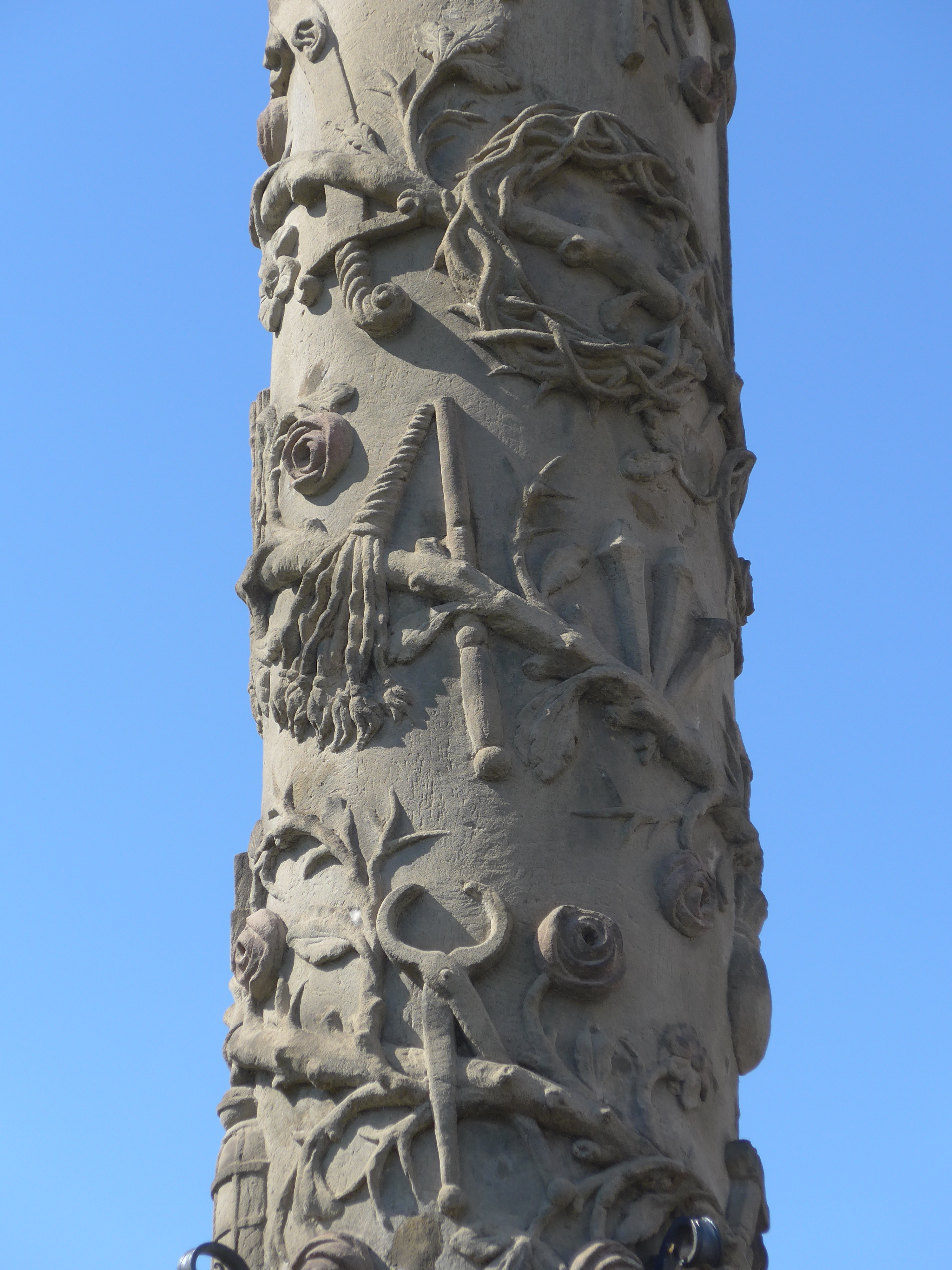
Thân cột (2018)
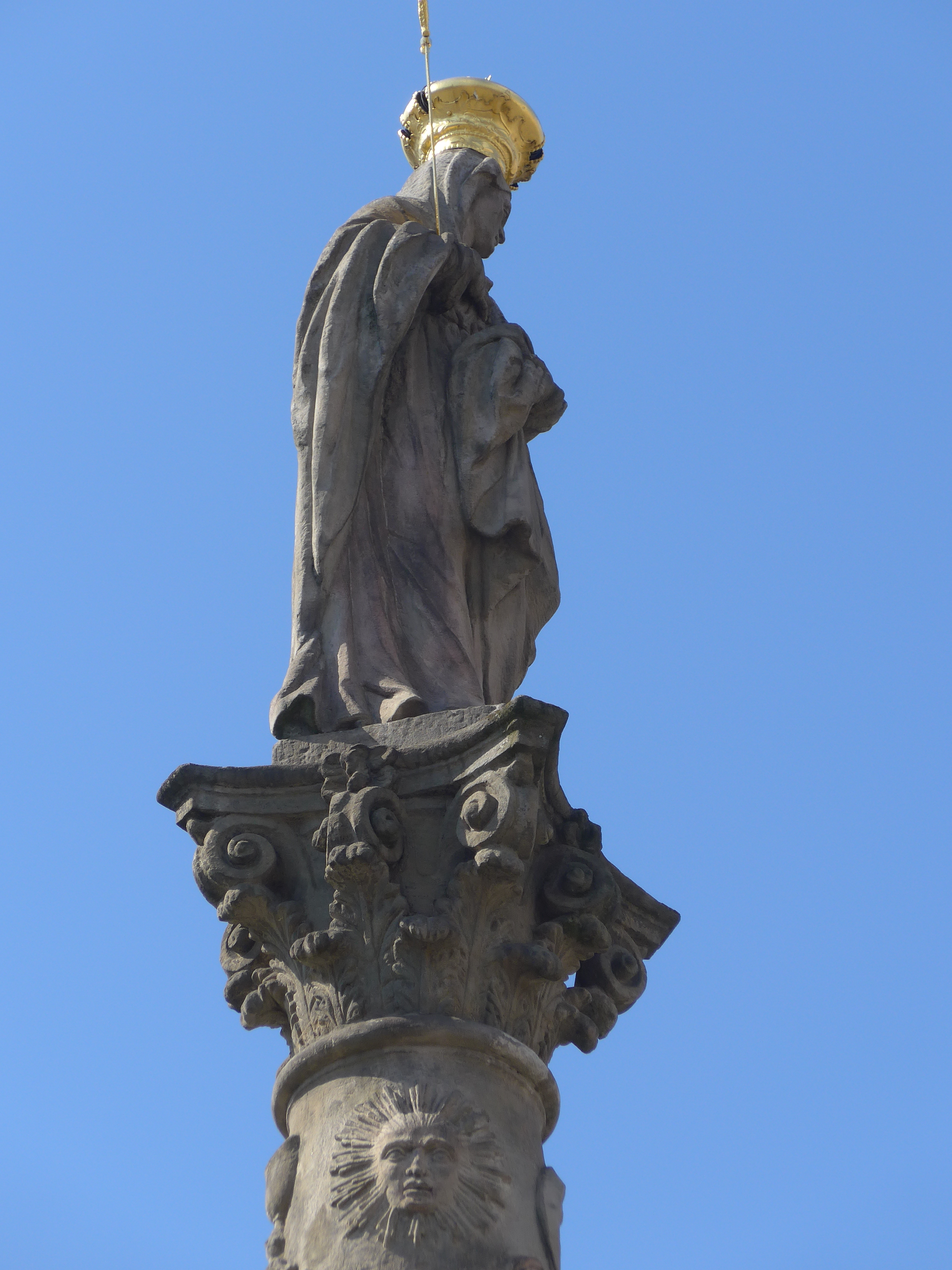
Bức tượng Đức Mẹ Sầu Bi (2018)